# Barcelona World Race 2010-2011
Navigation
2007-2008 2014-2015

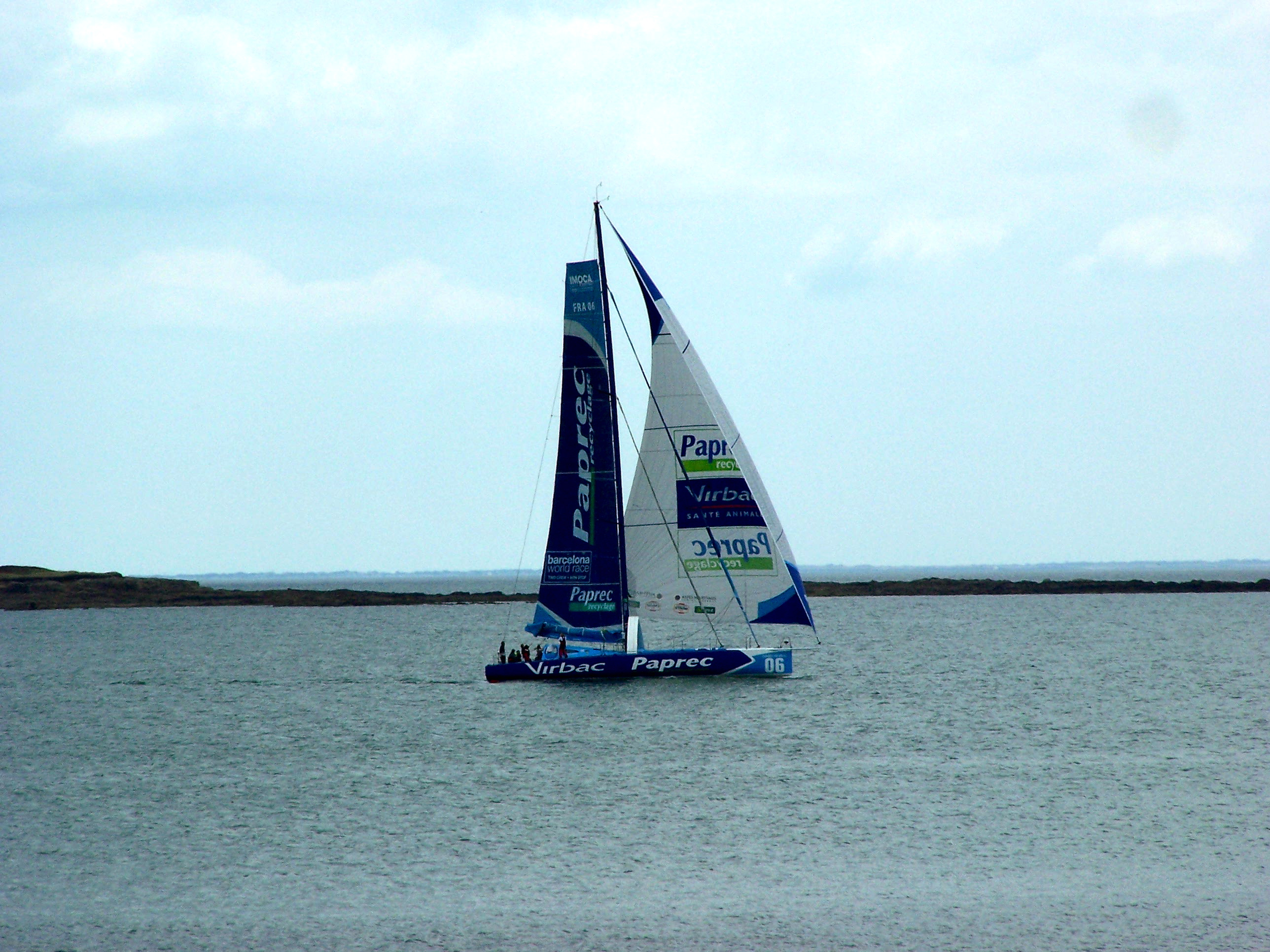
Virbac Paprec 3 en juillet 2011. Jean-Pierre Dick et Loïck Peyron, ont remporté sur ce voilier la Barcelona World race

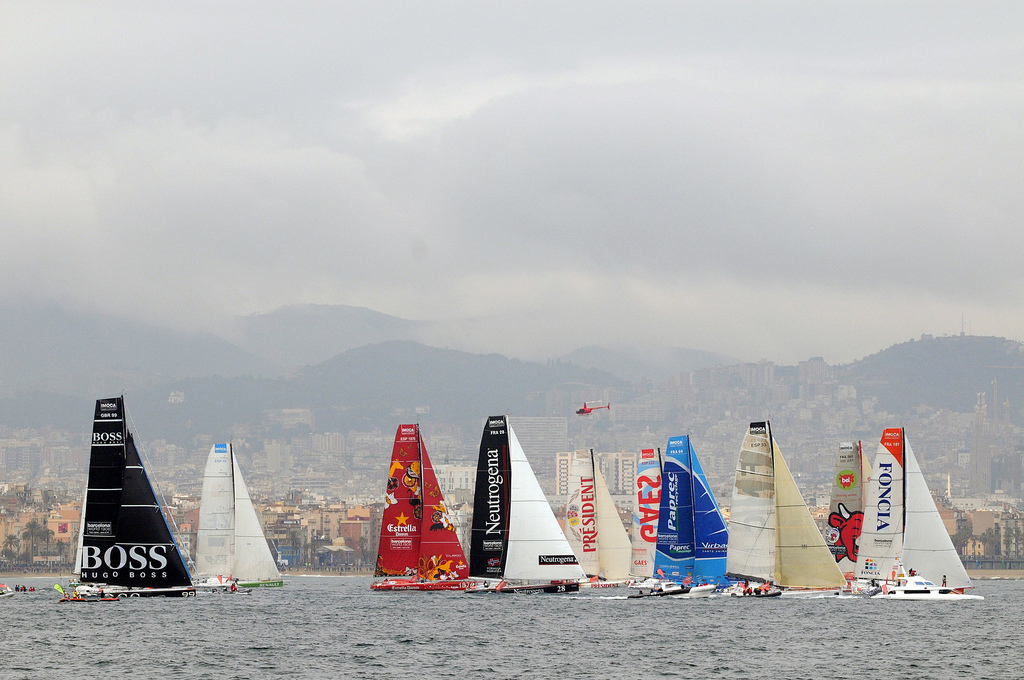
Les voiliers à Barcelone, avant le départ.

La Barcelona World Race 2010-2011, seconde édition de cette course à la voile en double autour du monde, est partie le 31 décembre 2010 de Barcelone (Espagne). La première édition de la Barcelona World Race avait eu lieu en 2007-2008. Cette épreuve se déroule sur des monocoques de 60 pieds IMOCA. Elle est remportée, le 4 avril 2011, par Jean-Pierre Dick et Loïck Peyron sur Virbac Paprec 3.

## Le parcours
La course effectue la « route des trois caps » soit 25 000 milles nautiques au départ et à l'arrivée à Barcelone en respectant les passages des quatre « portes de sécurité » et du détroit de Cook et en laissant l'Antarctique à tribord :
- départ de Barcelone ;
- passage aller du détroit de Gibraltar ;
- descente de l'océan Atlantique ;
- passage du cap de Bonne-Espérance laissé à bâbord ;
- traversée de l'océan Indien Sud ;
- passage du cap Leeuwin laissé à bâbord ;
- traversée ouest-est du détroit de Cook ;
- traversée de l'océan Pacifique Sud ;
- passage du cap Horn laissé à bâbord ;
- remontée de l'océan Atlantique ;
- passage retour du détroit de Gibraltar ;
- arrivée à Barcelone.

## Les concurrents
| Skippers                             | Bateau                     | Architecte   | Mise à l'eau |
| ------------------------------------ | -------------------------- | ------------ | ------------ |
| Juan Merediz et Fran Palacio         | Central Lechera Asturiana  | Owen-Clarke  | 2003         |
| Alex Pella et Pepe Ribes             | Estrella Damm Sailing Team | Bruce Farr   | 2007         |
| Michel Desjoyeaux et François Gabart | Foncia                     | VPLP-Verdier | 2010         |
| Gerard Marín et Ludovic Aglaor       | Forum Maritim Catala       | Owen-Clarke  | 2000         |
| Dee Caffari et Anna Corbella         | GAES Centros Auditivos     | Owen-Clarke  | 2008         |
| Kito de Pavant et Sébastien Audigane | Groupe Bel                 | VPLP-Verdier | 2007         |
| Wouter Verbraak et Andy Meiklejohn   | Hugo Boss                  | Kouyoumdjian | 2007         |
| Iker Martínez et Xabi Fernández      | Mapfre                     | Farr         | 2007         |
| Dominique Wavre et Michèle Paret     | Mirabaud                   | Owen-Clarke  | 2006         |
| Boris Herrmann et Ryan Breymaier     | Neutrogena                 | Lombard      | 2004         |
| Jean Le Cam et Bruno Garcia          | Président                  | Owen-Clarke  | 2007         |
| Pachi Rivero et Antonio Piris        | Renault ZE                 | Farr         | 2007         |
| Jean-Pierre Dick et Loïck Peyron     | Virbac Paprec 3            | VPLP-Verdier | 2010         |
| Jaume Mumbrú et Cali Sanmartí        | We Are Water               | Rolland      | 2000         |

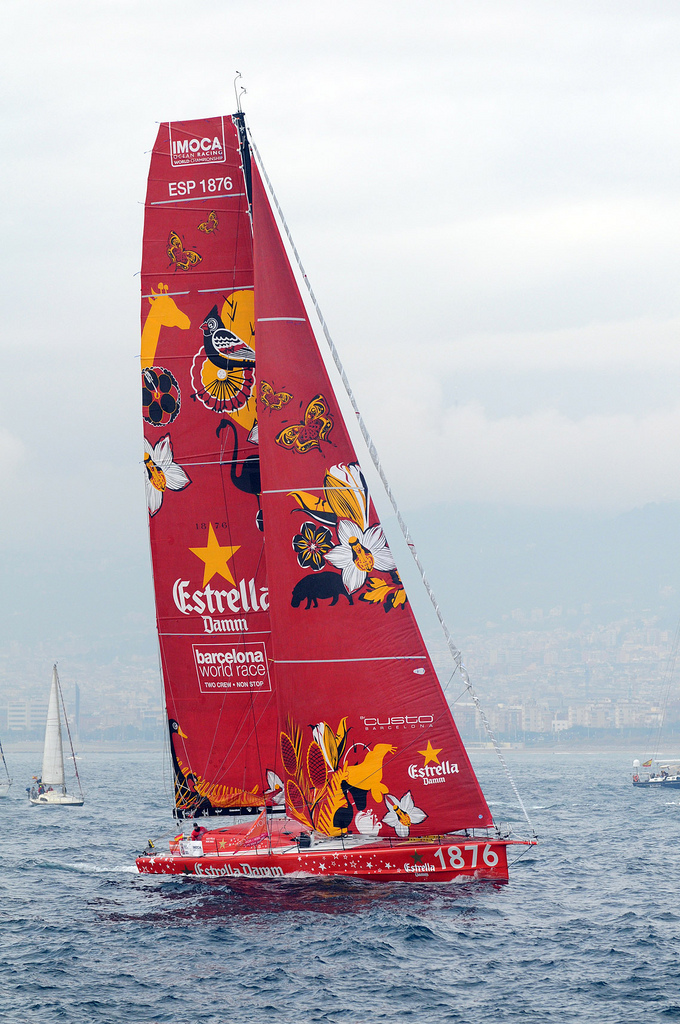
Estrella-Damm (Alex Pella / Pepe Ribes) à Barcelone

Fruit (ex. PRB 2, plan Finot-Conq de 2000) mené par Krzysztof Owczarek  et Arnaud Coursedon  devait être le quinzième équipage de ce tour du monde. Ils ne seront pas autorisés à prendre le départ, le bateau ne satisfaisant pas à toutes les règles imposées par la jauge de la classe IMOCA.

## Déroulement de la course

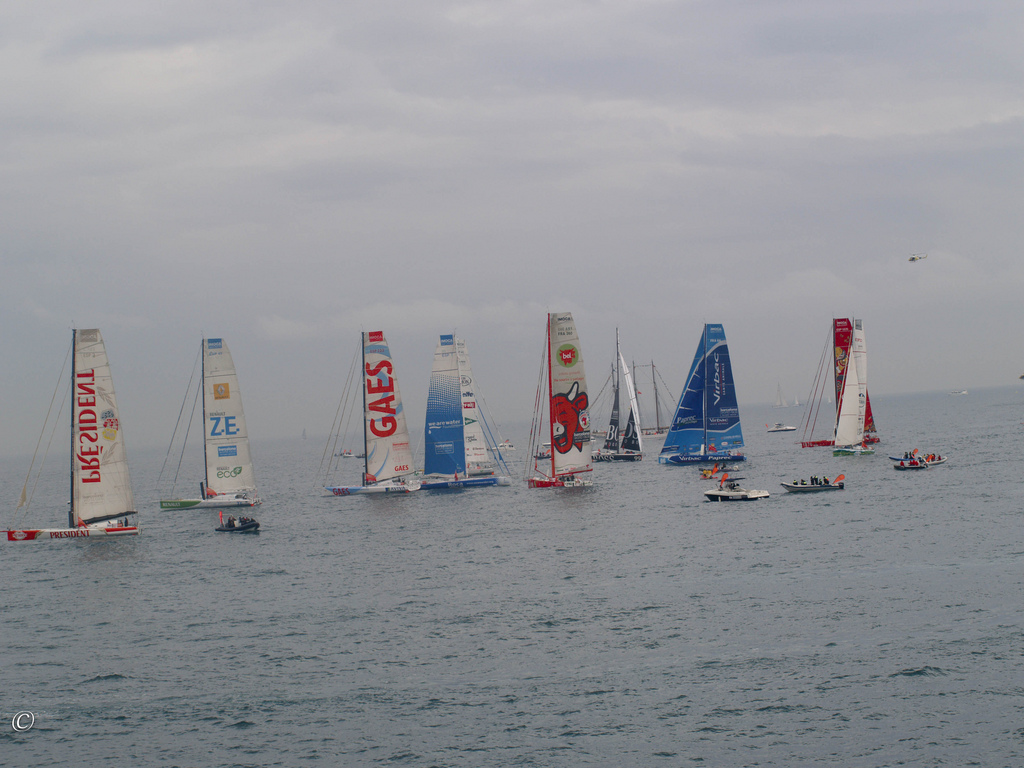
Les concurrents au départ le 31 décembre 2010.

Le départ de la seconde édition a lieu le 31 décembre 2010 à Barcelone. 

### En Méditerranée
- En Méditerranée, la flotte se divise selon deux itinéraires. Les bateaux (Foncia, Virbac Paprec 3, Estrella Damm, Neutrogena, Mirabaud, Gaes Centros Auditivos) qui empruntent la route la plus au sud, le long des côtes du Maroc, prennent l'ascendant au classement sur ceux qui ont choisi de rester proches des côtes espagnoles[2].
- Le 3 janvier, à 20h55, Virbac Paprec 3 (Dick et Peyron) arrive le premier dans l'océan Atlantique. Foncia (Desjoyeaux et Gabart) passe le Détroit de Gibraltar en deuxième position, à 23h25. Le lendemain matin, c'est au tour de Mirabaud (Wavre et Paret), puis de Estrella Damm Sailing Team (Pella et Ribes) de quitter la méditerranée. Les autres concurrents, dont Groupe Bel et Mapfre, ont pris plus de retard[3].

### Descente de l'océan Atlantique Nord
- Le 8 janvier, les quatre bateaux passent dans le même ordre au large des îles Canaries et gagnent en rapidité grâce aux alizés. Ils sont suivis de Mapfre, Président, Groupe Bel, Neutrogena et Gaes[4].
- Le 9 janvier, l'équipage de Foncia, qui est toujours second à quelques dizaines de milles de Virbac Paprec 3 (Dick et Peyron), s'aperçoit que le bateau a perdu le crash-box (sorte de pare-chocs qui protège l’étrave avec de la mousse) sans doute à la suite d'un choc avec un objet flottant. Desjoyeaux et Gabart programment donc une escale au Brésil, quelques jours plus tard, pour effectuer une réparation rapide. Les concurrents n’encourent en effet pas de pénalité s’ils s'arrêtent avant la latitude de l’Australie[5].
- Le 10 janvier, démâtage, de Président (Jean Le Cam et Bruno Garcia), qui rejoint le Cap-Vert et abandonne le 12 janvier[6].
- Le 12 janvier, l'organisation de la course ajoute l'île Gough, dans l'Atlantique sud, comme marque de parcours obligatoire. Les concurrents devront passer au nord de l'île pour éviter les importants blocs de glace qui dérivent au sud de celle-ci[7].
- Le 13 janvier, vers 3h du matin, Virbac Paprec 3 (Dick et Peyron) passe en tête la ligne de l'équateur. Foncia (Desjoyeaux et Gabart) est toujours second, avec 1 h 10 min de retard. Les premiers ont cent milles d'avance sur Estrella Damm (Pella et Ribes), 150 milles sur Mirabaud (Wavre et Paret) et Mapfre (Martínez et Fernández), 180 milles sur Groupe Bel (de Pavant et Audigane) et Neutrogena (Herrmann et Breymaier). Le 13 janvier, à 14h15, Estrella Damn arrive en 3e position dans l'hémisphère sud[8]. Le même jour, dans l'après-midi, une partie du rail de grand-voile de Virbac Paprec 3 subit une avarie. Jean-Pierre Dick et Loïck Peyron doivent donc, comme Foncia, rejoindre les côtes du Brésil pour effectuer une réparation[9].

### Traversée de l'océan Atlantique Sud

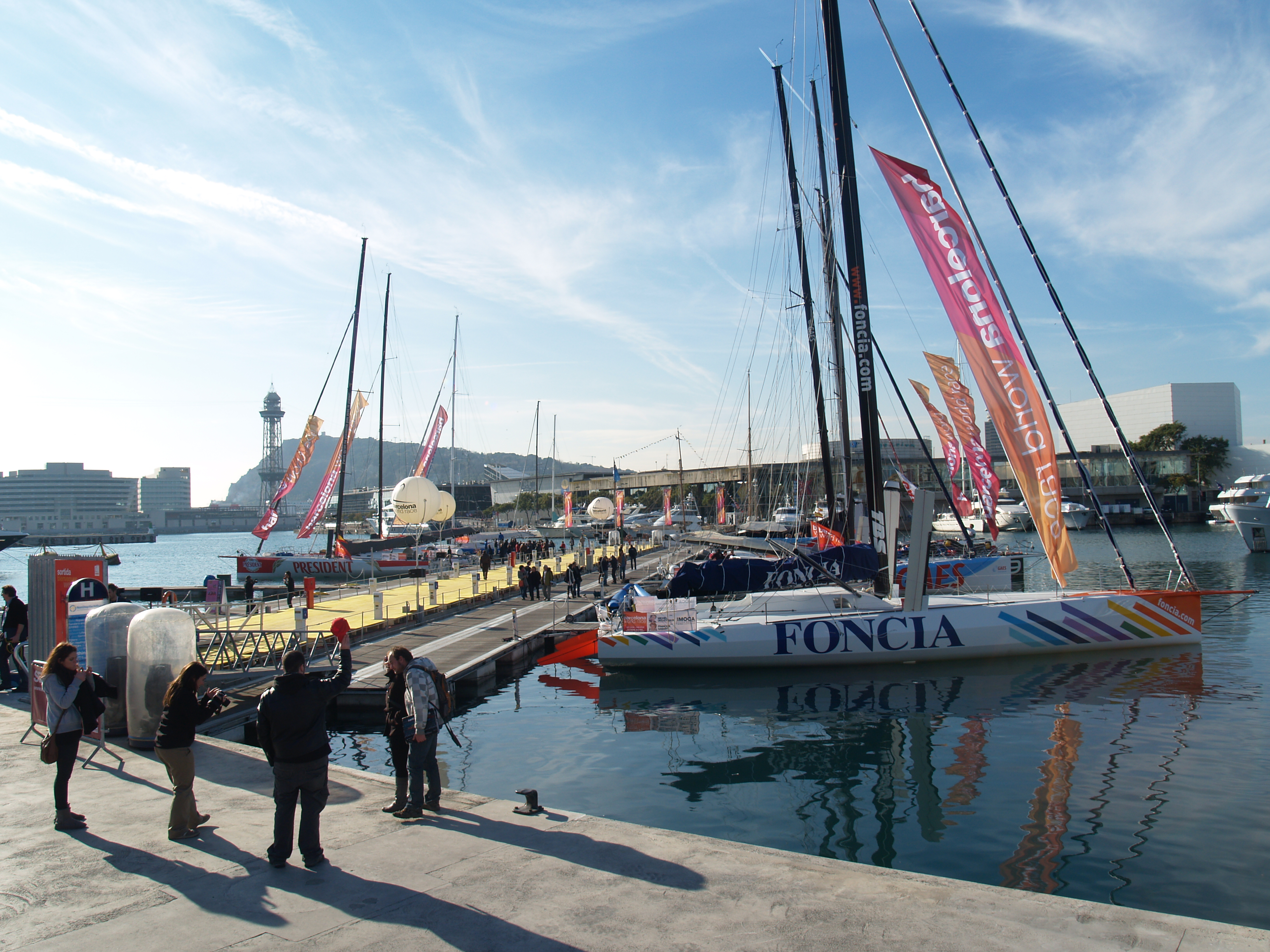
Foncia (Michel Desjoyeaux-François Gabart).

- Le 14 janvier, alors que Foncia et Virbac Paprec 3 se sont déroutés pour atteindre le port brésilien de Recife, Estrella Damn passe en tête dans l'après-midi[10].
- 15 janvier, arrivée à Recife, à 0h30 de Foncia (Desjoyeaux et Gabart). Au matin, les deux marins ont la surprise de croiser Jean-Pierre Dick et Loïck Peyron qui viennent d'arriver et logent dans le même immeuble. Paradoxalement, les deux bateaux qui prennent alors la tête sont les anciens voiliers de Jean-Pierre Dick et Michel Desjoyeaux. Paprec-Virbac 2, qui avait remporté l'édition 2007-2008 de la Barcelona World Race avec Jean-Pierre Dick porte maintenant les couleurs de Estrella Damn. Et Foncia I avec lequel Michel Desjoyeaux avait gagné le Vendée Globe 2008-2009 est devenu Mapfre. Ces deux voiliers sont suivis de Groupe Bel et Mirabaud à moins de 200 milles. Foncia repart au bout de 18h d'escale technique, en 5e position, à plus de 200 milles des premiers[11],[12],[13].
- 16 janvier, vers 1h du matin, fin de l'escale de Virbac Paprec 3 qui reprend la course en 6e position[14]. Les concurrents empruntent alors trois itinéraires différents. Estrella Damn, suivi de la majorité de la flotte, prend la route directe vers l'île Gough et le cap de Bonne-Espérance. Foncia et Virbac Paprec 3 s'éloignent de cette trajectoire pour éviter l'anticyclone de Sainte-Hélène. Ils plongent vers le sud le long des côtes du Brésil. Et Mapfre choisit une route intermédiaire[15],[16].
- 20 janvier, l'option plein sud de Foncia s'avère payante. Après avoir rétrogradé en 9e position, le 18 janvier à 17h, à plus de 345 milles nautiques de Estrella Damn, Foncia reprend la direction de l'Est, porté par des vents plus favorables que le reste de la flotte. Le voilier refait son retard en 48h sur les bateaux englués dans l'anticyclone de Sainte-Hélène pour reprendre la tête de la course le 20 janvier à 18h. Virbac Paprec 3, qui a choisi la même stratégie, fait aussi une remontée spectaculaire au classement[17],[18],[19].
- 21 janvier, 15h, Foncia est toujours en tête avec 49 milles d'avance sur Virbac Paprec 3, 130 milles sur Estrella Damn, 164 milles sur Groupe Bel et 198 milles sur Mapfre[20],[21].
- 22 janvier, Virbac-Paprec 3, toujours 2e, bat le record du nombre de milles en 24 heures sur un monocoque de 60 pieds avec une distance de 506,333 milles marins[22]. Le précédent record, détenu par Alex Thomson et Andrew Cape lors de la précédente édition de la Barcelona World Race, était de 501,3 milles[23],[24]. Le même jour, la direction de la course modifie l'emplacement des portes de passage obligatoires sous l'Afrique du sud afin d'éviter aux concurrents les icebergs qui dérivent dans l'Atlantique Sud[25].
- 23 janvier, 8h30, à proximité de l'île Gough, Virbac-Paprec 3 repasse en tête, avec 10 milles d'avance sur Foncia qui a perdu du temps en faisant trop de changements de voiles, 485 milles sur Groupe Bel, 486 milles sur Mapfre et 493 milles sur Estrella Damn[26],[27].
- 26 janvier 2011, démâtage de Foncia qui entraîne l'abandon de Michel Desjoyeaux et François Gabart[28].

### Traversée de l'océan Indien

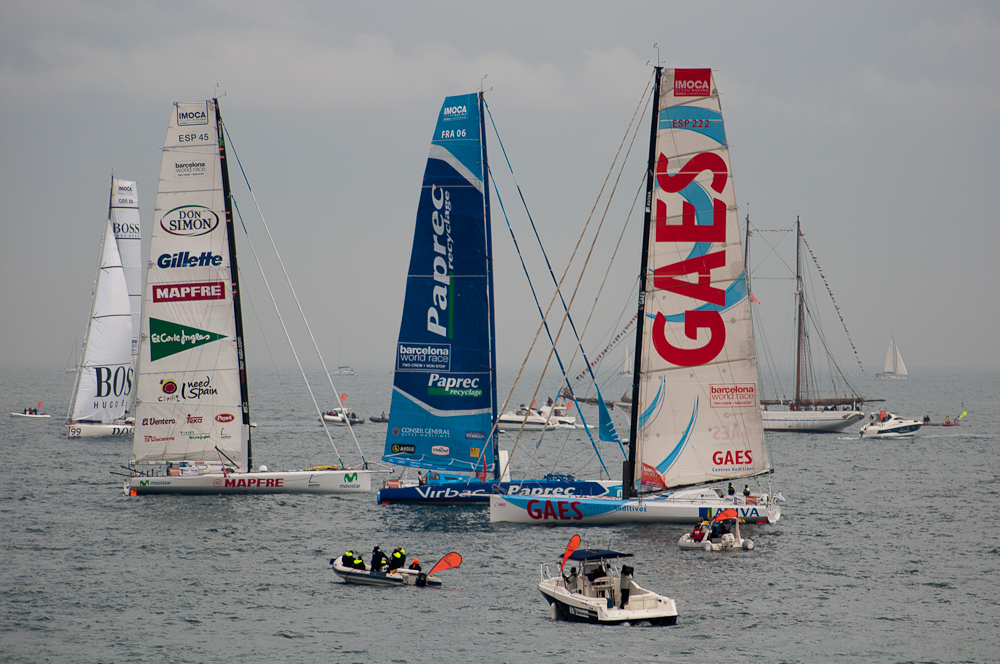
Au centre Virbac-Paprec 3 et à gauche Mapfre lors du départ de la course

- 27 janvier, Virbac-Paprec 3 passe le cap de Bonne-Espérance avec plus de 600 milles d'avance sur le 2e, Mapfre[29].
- 29 janvier, Mapfre rentre à son tour dans l'Océan Indien, avec 730 milles de retard sur les premiers[30].
- Le 1er février, à 5h, au bout d'un mois de course, seuls sept bateaux ont dépassé le cap de Bonne-Espérance. Virbac-Paprec 3 conserve une avance confortable sur Mapfre, avec 555 milles. Estrella Damm est à 693 milles, Groupe Bel à 700 milles, Renault à 850 milles. Les autres concurrents sont à plus de 1200 milles des premiers.
- Le 3 février, Mapfre est remonté à moins de 450 milles. Mais le bris d'une partie de leur dérive, qu'ils ne signaleront que plus tard, force Iker Martínez et Xabi Fernández à ralentir l'allure[30].
- Le 4 février, Central Lechera Asturiana repart en dernière position de Le Cap (Afrique du Sud) où Juan Merediz et Fran Palacio se sont arrêtés 12 heures pour réparer le vérin hydraulique de leur quille[31].
- Le 8 février, Mapfre est à 780 milles de Virbac-Paprec 3.  Les deux Espagnols réussissent cependant à réparer la dérive de leur voilier et peuvent reprendre de la vitesse[30].
- Le 9 février, Kito de Pavant et Sébastien Audigane révèlent qu'ils ont endommagé leur grand gennaker et leur Spinnaker lourd dans l'Atlantique, avarie qui leur est préjudiciable en termes de vitesse dans l'océan Indien. Ils envisagent de faire une escale technique à Wellington, en Nouvelle-Zélande[32],[33].

### Traversée de l'océan Pacifique
- Le 12 février, à 4h05 du matin, Virbac-Paprec 3 arrive en premier dans l'océan Pacifique[34]. A 15h, Dick et Peyron ont alors une avance de 444 milles sur Martinez et Fernandez (Mapfre), 520 milles sur Pella et Ribes (Estrella Damm) et 812 milles sur de Pavant et Audigane (Groupe Bel)[35].
- Le 14 février, les leaders sont à mi-parcours, à 11 864,5 milles de l'arrivée à Barcelone. Mapfre est à 497 milles[36].
- Le 16 février, Dick et Peyron font une escale technique, dans le port de Wellington, à nouveau pour une avarie du rail de grand voile, survenue la veille. À ce stade de la course, le règlement leur impose, s'ils s'arrêtent, de rester au minimum 48 heures à quai[37],[38],[39]. Ils repartent en tête le 18 février, en conservant une avance de plus de 140 milles sur Mapfre[40].
- Le 20 février, vers 19h15, Estrella Damn et Groupe Bel, alors 3e et 4e s'arrêtent aussi pour une escale technique à Wellington, le premier pour réparer l'étai de solent, le second pour remettre en état ses voiles[41],[42]. Ils repartent 48 heures plus tard, derrière Renault Z.E. Sailing Team, désormais 3e, Neutrogena et Mirabaud[43].
- Le 25 février, Virbac-Paprec 3 n'a plus, en début de matinée, que 8 milles d'avance sur Mapfre[44].
- Le 28 février, l'écart entre les deux premiers est toujours inférieur à 25 milles. Iker Martinez et Xabi Sanchez choisissent alors une route un peu plus au sud que celle de Dick et Peyron. Renault ZE, Neutrogena et Mirabaud suivent à plus de 1 400 milles[45].
- Le 1er mars, à 760 milles du cap Horn, Virbac-Paprec 3 a accentué son avance, laissant Mapfre à 79 milles[46]. Le même jour, démâtage de Central Lechera Asturiana au large de la Nouvelle-Zélande[47].

### Remontée de l'océan Atlantique Sud

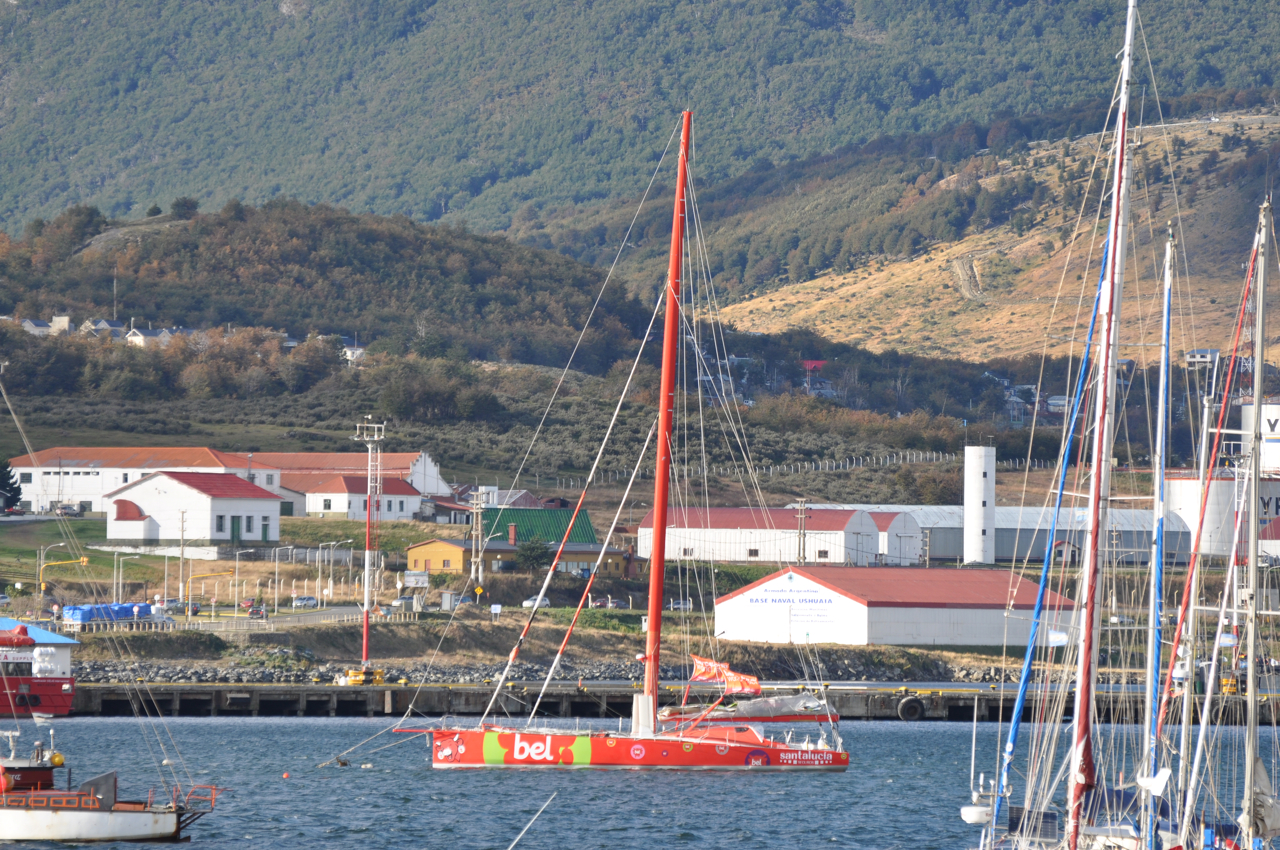
Groupe Bel amarré à un corps-mort dans la baie d'Ushuaïa le 9 mars 2011, à la suite d'une avarie de quille.

- Le 3 mars, au bout de 61 jours et 22 heures de course, Jean-Pierre Dick et Loïck Peyron passent en tête au cap Horn. Mapfre est alors à 68 milles des premiers[48]. Dans la nuit du 3 au 4 mars, Mapfre doit s'arrêter plusieurs heures à l’embouchure du canal de Beagle pour réparer une avarie de drisse[49],[30].
- Le 4 mars, Virbac Paprec 3 porte son avance à 252 milles sur Mapfre[50].
- Le 7 mars, à 21h, Renault. Z.E. passe le cap Horn en 3e position[51].
- Le 8 mars, Neutrogena double le cap Horn en quatrième position, à 12h24 (heure française) à quelques dizaines de mètres de Thomas Coville, parti de Brest le 29 janvier sur son trimaran Sodebo pour tenter de battre le record du tour du monde en solitaire et sans escale[52],[53],[54],[Note 2].
- Le 9 mars, Groupe Bel, victime d'une avarie de quille, fait escale dans le port d'Ushuaïa, la capitale de la Terre de Feu[55].
- Le 10 mars, Virbac Paprec 3, sorti en premier de l'anticyclone de Sainte-Hélène, a 243 milles d'avance sur Mapfre[56].
- Le 11 mars, abandon de Kito de Pavant et Sébastien Audigane, la quille de Groupe Bel étant trop endommagée pour continuer sans risques[57].
- Le 12 mars, Mirabaud démâte et sous gréement de fortune fait route vers les côtes argentines[58].
- Le 15 mars, à 15h (heure française) Virbac Paprec 3 se rapproche de l'équateur et a accentué son avance sur Mapfre, second à 456 milles. Renault. Z.E est toujours 3e, à 1584 milles[59],[60].

### Remontée de l'océan Atlantique Nord
- Le 18 mars, alors que Virbac Paprec 3 passe enfin la ligne de l'équateur, l'avance de Dick et Peyron, ralentis par le Pot au noir, a fondu. Mapfre est en effet revenu à moins de 170 milles. Renault Z.E est 3e à 913,8 milles[61],[62].
- Le 22 mars, alors qu'ils remontent vers les Îles Canaries, l'écart entre les deux premiers est remonté à 220 milles[63].
- Le 24 mars, Virbac Paprec 3 passe en mode furtif, qui lui permet de cacher sa position pendant 36 heures à ses poursuivants. Il s'agit de voiler l'option stratégique prise face à l’anticyclone des Açores qui s’étend sur toute la largeur de l’Atlantique Nord et ralentit fortement la progression des bateaux[64]. Ils sont imités le lendemain par Mapfre, qui ne communique plus sa position. Iker Martinez et Xabi Fernandez doivent également se rationner depuis le passage du cap Horn, leurs réserves de nourriture étant presque épuisées[65],[66].
- Le 25 mars, We are Water, qui est encore dans l'océan pacifique, casse sa bôme[67].
- Le 26 mars, alors que les positions des deux premiers sont à nouveau connues, l'écart entre eux est de 211 milles[68].
- Le 29 mars, Virbac Paprec 3 qui est à 550 milles du détroit de Gibraltar, a une avance de 282 milles sur Mapfre. We are Water se rend à Ushuaïa (Argentine) pour réparer sa bôme cassée 4 jours auparavant ; ils en repartiront avec une bôme réparée le 1er avril (1h50 TU)[69].

### Retour en Méditerranée et arrivée

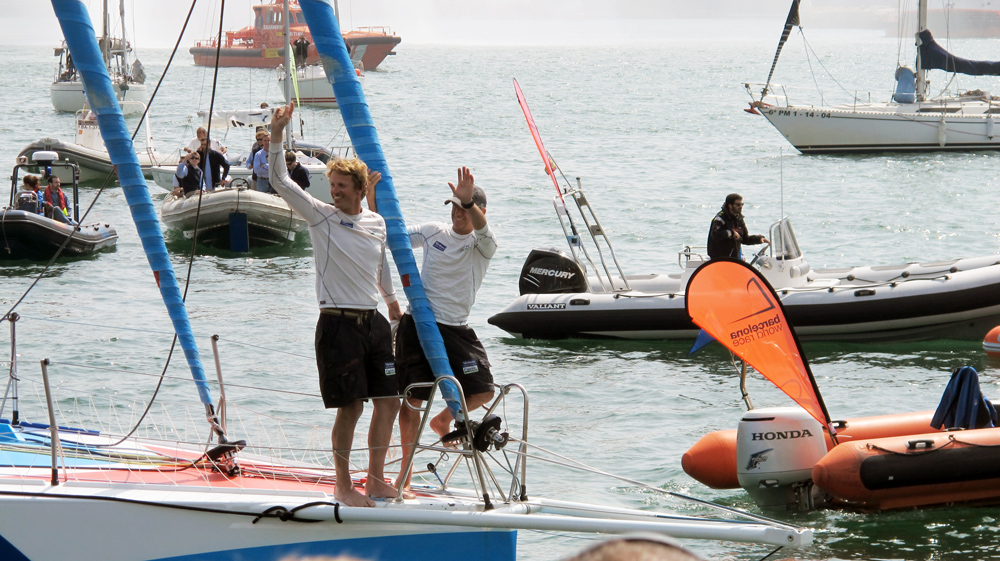
Jean-Pierre Dick et Loïck Peyron, victorieux à Barcelone.

- Le 1er avril, à 3h 35 (heure française) Virbac Paprec 3 passe le détroit de Gibraltar, avec 278 milles d'avance sur Mapfre[70].
- Le 2 avril, Iker Martinez et Xabi Fernandez arrivent à leur tour en Méditerranée. En tête, le temps est tellement calme (pétole) que Loïck Peyron peut se permettre de prendre un bain de mer à côté de Virbac Paprec 3[71],[72].
- Le 4 avril, à 12 h 20 minutes (heure française), Virbac Paprec 3 (Jean-Pierre Dick et Loïck Peyron) franchit en premier la ligne d'arrivée à Barcelone. Les vainqueurs ont parcouru 29 075 milles à la vitesse moyenne de 12,9 nœuds, en 93 jours, 22 heures, 20 min et 36 secondes. Ils ont fait deux escales techniques pour réparer le rail de chariot de grand-voile. C'est la 2e victoire de Jean-Pierre Dick dans cette compétition et le premier succès de Loïck Peyron dans un tour du monde à la voile après des places d'honneur dans le Vendée Globe et The Race. Les deux marins avaient déjà remporté ensemble la Transat Jacques Vabre en 2005[73].
- Le 5 avril, à 11 heures 17 minutes (heure française), Mapfre prend la deuxième place. Iker Martínez et Xabi Fernández, dont c'était le premier tour du monde à la voile sur un Monocoque Imoca, terminent à moins de 24 heures des premiers en ayant épuisé leurs réserves de nourriture[30]. N'ayant fait aucune escale technique, ils pouvaient espérer gagner, mais la crainte de suivre jusqu'au bout l'option tactique finalement couronnée de succès de Virbac-Paprec 3 dans l'Atlantique Sud leur a fait perdre trop de temps sur ceux-ci. Xabi Fernandez : « En descendant dans l’Atlantique Sud. Nous étions partis sur une route identique à celle qu’ont pris Virbac-Paprec 3 et Foncia. Mais les routages nous annonçaient que nous risquions d’avoir une journée de retard sur le groupe Estrella Damm, Groupe Bel, etc. On n’a pas fait confiance à notre intuition, on s’est recalé. Si on avait suivi notre première idée, on arrivait à l’entrée de l’océan Indien avec deux jours d’avance sur la flotte. »[74].

## Classement de la Barcelona World Race 2010-2011
|                 | Concurrents                | Concurrents                         | Données à l'arrivée | Données à l'arrivée    | Données à l'arrivée | Données à l'arrivée |        |
| Classement      | Nom du bateau              | Équipage                            | Date                | Temps                  | Distance (milles)   | Moyenne (nds)       | Source |
| --------------- | -------------------------- | ----------------------------------- | ------------------- | ---------------------- | ------------------- | ------------------- | ------ |
| 1er             | Virbac Paprec 3            | Jean-Pierre Dick - Loïck Peyron     | 4 avril 2011        | 93 j 22 h 20 min 36 s  | 29 075              | 12,9                | [ 73 ] |
| 2e              | Mapfre                     | Iker Martinez - Xabi Fernandez      | 5 avril 2011        | 94 j 21 h 17 min 35 s  | 28 759              | 12,63               | [ 30 ] |
| 3e              | Renault ZE                 | Pachi Rivero - Antonio Piris        | 8 avril 2011        | 97 j 18 h 47 min 36 s  |                     |                     |        |
| 4e              | Estrella Damm Sailing Team | Alex Pella - Pepe Ribes             | 9 avril 2011        | 98 j 20 h 45 min 59 s  |                     |                     |        |
| 5e              | Neutrogena                 | Boris Herrmann - Ryan Breymaier     | 10 avril 2011       | 100 j 3 h 13 min 25 s  | 27 850              | 11,59               | [ 75 ] |
| 6e              | GAES Centros Auditivos     | Dee Caffari - Anna Corbella         | 13 avril 2011       | 102 j 19 h 17 min 18 s |                     |                     |        |
| 7e              | Hugo Boss                  | Wouter Verbraak - Andy Meiklejohn   | 21 avril 2011       | 111 j 10 h 49 min 23 s | 29 246              | 10,93               | [ 76 ] |
| 8e              | Forum Maritim Catala       | Gerard Marín - Ludovic Aglaor       | 22 avril 2011       | 112 j 7 h 17 min 24 s  | 28 662              | 10,63               | [ 77 ] |
| 9e              | We Are Water               | Jaume Mumbrú - Cali Sanmartí        | 12 mai 2011         | 132 j 4 h 58 min 32 s  | 30 282              | 9,54                | [ 78 ] |
| Ab. le 17/03/11 | Mirabaud                   | Dominique Wavre - Michèle Paret     |                     |                        |                     |                     |        |
| Ab. le 12/03/11 | Groupe Bel                 | Kito de Pavant - Sébastien Audigane |                     |                        |                     |                     |        |
| Ab. le 02/03/11 | Central Lechera Asturiana  | Juan Merediz - Fran Palacio         |                     |                        |                     |                     |        |
| Ab. le 26/01/11 | Foncia                     | Michel Desjoyeaux - François Gabart |                     |                        |                     |                     |        |
| Ab. le 12/01/11 | Président                  | Jean Le Cam - Bruno Garcia          |                     |                        |                     |                     |        |